# Kayi Cheung
Kayi Cheung (張嘉兒) (Hong Kong, 18 novembre 1983) è una modella hongkonghese, incoronata Miss Hong Kong 2007.

## Carriera
Studentessa presso la Università della Columbia Britannica, la prima esperienza di Kayi Cheung nei concorsi di bellezza risale nel 2005, quando partecipa a Miss Chinese Vancouver, dove pur non riuscendo a piazzarsi ottiene la fascia di Miss Vivacious Beauty. Dopo aver condotto la trasmissione televisiva What's On su Fairchild Television sino ad aprile 2007, Kayi Cheung partecipa a Miss Hong Kong 2007, dove nonostante le aspettative vince il titolo, battendo la favorita Grace Wong, vincitrice delle fasce Miss Photogenic e Miss International Goodwill.

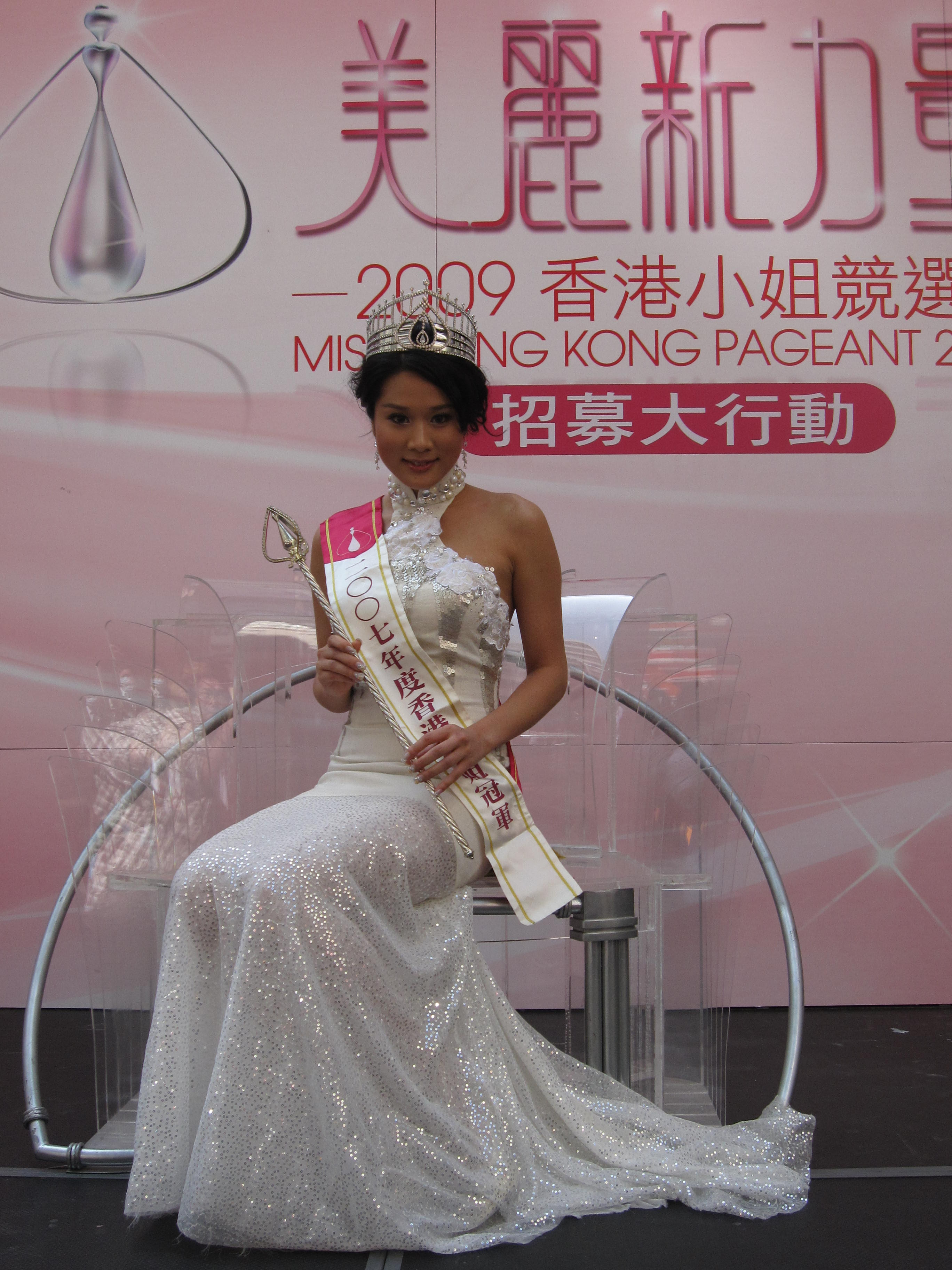
Kayi Cheung nel 2009.

Si scatena una forte polemica intorno alla vittoria della Cheung, considerata non all'altezza del titolo, mentre su internet viene formalmente lanciata una petizione per ripetere la finale del concorso. Ciò nonostante Kayi Cheung rimane la detentrice del titolo di Miss Hong Kong, ed a dicembre 2007 partecipa a Miss Mondo 2007. Il concorso viene vinto da Zhang Zilin, rappresentante della Cina, mentre la Cheung riesce ad arrivare sino alle semifinali, dando ad Hong Kong uno dei migliori piazzamenti di sempre nella storia di Miss Mondo. Inoltre vince il titolo di Beauty with a Purpose a pari merito con l'ecuadoriana Valeska Saab.
A gennaio 2008, la Cheung ha gareggiato a Miss Chinese International, dove si è classificata alla seconda posizione. Dal 2010 la modella ha intrapreso la carriera di attrice, partecipando ad alcune produzioni televisive fra cui OL Supreme, Beauty Knows No Pain e Growing Through Life.